# Brodek (Dětenice)
Brodek je vesnice, část obce Dětenice v okrese Jičín. Nachází se asi 1 km na jihovýchod od Dětenic. V roce 2009 zde bylo evidováno 89 adres. V roce 2001 zde trvale žilo 125 obyvatel.
Brodek je také název katastrálního území o rozloze 6,95 km2.